# Giorgio Cesana
Giorgio Cesana (Venezia, 14 aprile 1892 – Venezia, 17 aprile 1967) è stato un canottiere italiano, vincitore di tre medaglie d'oro ai Giochi olimpici intermedi (Atene 1906) come timoniere del due con e del quattro con. È in assoluto la più giovane medaglia d'oro maschile italiana ai Giochi olimpici.

## Carriera
Giorgio Cesana nasce a Venezia il 14 novembre 1892.
Atleta del Bucintoro Venezia, è protagonista ai Giochi olimpici intermedi (Atene 1906). Nonostante abbia solo da pochi giorni compiuti i 14 anni, come timoniere giuda con grande sicurezza alla conquista di due medaglie d'oro il due con di Enrico Bruna e Emilio Fontanella e gli stessi atleti (con l'aggiunta di Riccardo Zardinoni e Giuseppe Poli) per un terzo titolo olimpico nel quattro con.
Con la crescita Cesana lascia il ruolo di timoniere. Muore, del tutto dimenticato nelle sue imprese sportive, nel 1967. Solo in anni più recenti si torna a parlare della sua vicenda. Cesana è e rimane tuttora il più giovane italiano ad aver vinto una medaglia olimpica.